# Suzu Hirose
Pour les articles homonymes, voir Hirose.
Suzu Hirose (広瀬 すず, Hirose Suzu), née à Shizuoka le 19 juin 1998, est une actrice et mannequin japonaise.

## Biographie
Sa sœur aînée, Alice Hirose, est aussi mannequin et actrice.

## Filmographie

### Au cinéma
- 2013 : The Apology King (謝罪の王様, Shazai no Ousama?) de Nobuo Mizuta (ja)
- 2014 : Crows Explode (クローズ EXPLODE, Kurozu Explode?) de Toshiaki Toyoda
- 2015 : Notre petite sœur (海街diary, Umimachi diary?) de Hirokazu Kore-eda
- 2016 : Chihayafuru Part 1 (ちはやふる 上の句, Chihayafuru: Kami no ku?) de Norihiro Koizumi (ja)
- 2016 : Chihayafuru Part 2 (ちはやふる 下の句, Chihayafuru: Shimo no ku?) de Norihiro Koizumi (ja)
- 2016 : Rage (怒り, Ikari?) de Lee Sang-il
- 2016 : Your Lie in April (四月は君の嘘, Shigatsu wa kimi no uso?) de Takehiko Shinjō (ja)
- 2017 : Let's Go, Jets! (チア☆ダン～女子高生がチアダンスで全米制覇しちゃったホントの話～, Chia☆Dan ~Joshi kosei ga chia dansu de zenbei seiha shichatta honto no hanashi~?) de Hayato Kawai (ja)
- 2017 : The Third Murder (三度目の殺人, Sandome no satsujin?) de Hirokazu Kore-eda
- 2017 : My Teacher (先生！　、、、好きになってもいいですか？, Sensei! 、、、Suki ni natte mo ii desuka??) de Takahiro Miki
- 2018 : Laplace's Witch (ラプラスの魔女, Rapurasu no majo?) de Takashi Miike
- 2018 : Chihayafuru Part 3 (ちはやふる 結び, Chihayafuru: Musubi?) de Norihiro Koizumi (ja)
- 2018 : Sunny: Our Hearts Beat Together (SUNNY 強い気持ち・強い愛, Sunny: Tsuyoi kimochi tsuyoi ai?) de Hitoshi Ōne (ja)
- 2020 : Last Letter (ラストレター?) de Shunji Iwai[1]
- 2020 : Not Quite Dead Yet (一度死んでみた, Ichido shinde mita?) de Shinji Hamasaki (ja)
- 2021 : Inochi no teishajō (いのちの停車場?) d'Izuru Narushima
- 2022 : Rurō no tsuki (ja) (流浪の月?) de Lee Sang-il : Sarasa Kanai
- 2025 : Lumière pâle sur les collines (遠い山なみの光, Toi Yamanami no Hikari?) de Kei Ishikawa

### À la télévision
- 2013 : Ghostly Girl (幽かな彼女, Kasuka na kanojo?) (drama en 11 épisodes, second rôle)
- 2013 : Take Five (Take Five〜俺たちは愛を盗めるか〜, Take Five?) (drama en 10 épisodes, second rôle)
- 2013 : Gekiryu~Watashi wo Oboete Imasuka? (激流～私を憶えていますか？～?) (drama en 8 épisodes, second rôle)
- 2014 : Fathers (おやじの背中, Oyaji no senaka?) (drama en 10 épisodes, second rôle dans le troisième épisode)
- 2014 : Bitter Blood (ビター・ブラッド, Bita buraddo?) (drama en 11 épisodes, second rôle)
- 2014 : Tokyo ni Olympics o yonda otoko (東京にオリンピックを呼んだ男?) (drama tanpatsu)
- 2015 : Gakkô no kaidan (学校のカイダン?) (drama en 10 épisodes, rôle principal)
- 2016 : The Mysterious Thief Yamaneko (怪盗 山猫, Kaito Yamaneko?) (drama en 10 épisodes, second rôle)
- 2018 : Anone (drama en 10 épisodes, rôle principal)
- 2018 : We Are Rockets! (チア☆ダン, Chia Dan?) (drama en 10 épisodes, caméo dans le premier épisode)
- 2019 : Natsuzora (なつぞら'?) (drama en 156 épisodes, rôle principal)
- 2021 : Air Girl (エアガール?) (drama tanpatsu, rôle principal)
- 2021 : Nemesis (ネメシス?) (drama en 10 épisodes, rôle principal)
- 2025 : Asura (阿修羅のごとく?) (drama en 7 épisodes, rôle principal)

### Doublage
- 2015 : Le Garçon et la Bête (バケモノの子, Bakemono no ko?) de Mamoru Hosoda : voix de Kaede
- 2017 : Fireworks (打ち上げ花火、下から見るか？横から見るか？, Uchiage Hanabi, shita kara miru ka? Yoko kara miru ka??) de Akiyuki Shinbo et Nobuyuki Takeuchi (ja)
- 2019 : Lupin III: The First (ルパン三世 THE FIRST, Rupan sansei: The First?) de Takashi Yamazaki

## Distinctions
Sauf indication contraire, les informations mentionnées dans cette section peuvent être confirmées par la base de données cinématographiques IMDb,  présente dans la section « Liens externes ».

### Récompenses
- 2015 : Nikkan Sports Film Award de la révélation de l'année pour Notre petite sœur
- 2015 : Hōchi Film Award de la meilleure nouvelle actrice pour Notre petite sœur[2]
- 2016 : prix de la meilleure nouvelle actrice pour Notre petite sœur aux Japan Academy Prize[3]
- 2018 : prix de la meilleure actrice dans un second rôle pour The Third Murder aux Japan Academy Prize[4]

### Nominations
- 2017 : prix de la meilleure actrice pour Chihayafuru Part 1 et prix de la meilleure actrice dans un second rôle pour Rage aux Japan Academy Prize[5]
- 2021 : prix de la meilleure actrice pour Ichido shinde mita aux Japan Academy Prize[6]
- 2022 : prix de la meilleure actrice dans un second rôle pour Inochi no teishajō aux Japan Academy Prize[7]
- 2023 : prix de la meilleure actrice pour Rurō no tsuki (ja) aux Japan Academy Prize[8]